# Majstad
Majstad (finska: Toukola) är en stadsdel i Helsingfors och en del av Gammelstadens distrikt. 
Stadsplaneringsnämnden beslöt i mars 2006 att dela upp i stadsdelen Majstad i två delar: Majstad och Arabiastranden. Gamla Majstad ligger mellan Gustav Vasas väg och Tavastvägen, medan Arabiastranden – ett nytt bostadsområde – ligger mellan Tavastvägen och Gammelstadsfjärden. 
Gamla Majstad består av egnahemshus och småhus byggda samtidigt som grannstadsdelen Gumtäkt. 